# Округ Грант (Оклахома)
Округ Грант (енгл. Grant County) је округ у америчкој савезној држави Оклахома.

## Демографија
По попису из 2010. године број становника је 4.527, што је 617 (-12,0%) становника мање него 2000. године.
| Група             | 2000.         | 2010.         |
| Белци             | 4.851 (94,3%) | 4.142 (91,5%) |
| Афроамериканци    | 4 (0,1%)      | 35 (0,8%)     |
| Азијати           | 7 (0,1%)      | 9 (0,2%)      |
| Хиспаноамериканци | 95 (1,8%)     | 158 (3,5%)    |
| Укупно            | 5.144         | 4.527         |